# Laterankoncil
Laterankoncilerne (eller Lateransynoderne) er den katolske kirkes fem middelalderlige konciler, som fandt sted i Lateranet i Rom fra 1123 til 1517. I den romersk-katolske kirkes tællemåde bliver de regnet med til de økumeniske konciler, skønt det økumeniske ved de fleste Lateransynoder er omstridt, da det i praksis kun var den vestlige kirke, som var repræsenteret. Mellem det 4. og 5. Laterankoncil foregik der yderligere fem andre, økumeniske konciler, der blev afholdt andre steder.

## Oversigt
Følgende oversigt karakteriserer udelukkende koncilerne efter deres væsentligste virkning. I baggrunden stod der altid yderligere en stor mængde hverdagsafgørelser:
- 1. Laterankoncil 1123:
Dette koncil bekræftede Konkordatet i Worms og dermed kirkens position i Investiturstriden.
- 2. Laterankoncil 1139:
Dette koncil afsluttede Skismaet overfor Innocens II's modpaver.
- 3. Laterankoncil 1179:
Dette koncil fastlagde to tredjedeles flertal som krav ved pavevalgene.
- 4. Laterankoncil 1215:
Dette koncil var det bedst besøgte Laterankoncil og dogmatisk set det mest betydningsfulde i middelalderen. Det formulerede den romerske biskops forrang som pave, og det bekendte sig til læren om transsubstantiationen. Blandt de talrige, praktiske regler indførte koncilet jødernes pligt til at bære en letgenkendelig klædedragt.
- 5. Laterankoncil 1512–1517:
Dette koncil var fra begyndelsen ikke ret beslutningsdygtigt hvad angik vedtagelser om en kirkereform, og det kunne derfor ikke imødegå den begyndende reformation.